# Viltolycka

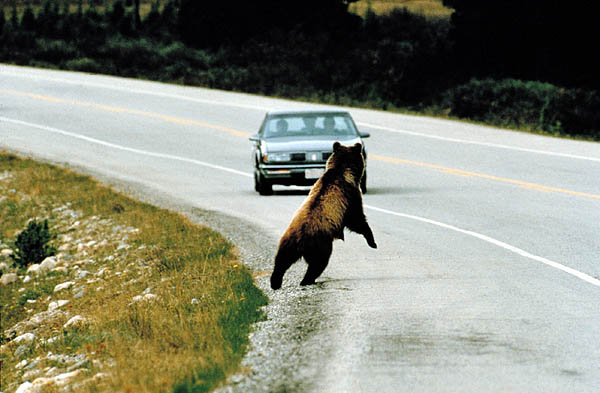

Viltolyckor är trafikolyckor där djur är inblandade.  Även olyckor med tamdjur brukar räknas som viltolyckor. Viltolyckor har i stort sett förekommit lika länge som biltrafiken. 

## Förebyggande
Ett av de vanligare sätten att förebygga viltolyckor är att sätta upp viltstängsel längs vägarna. Detta kan dock innebära ett problem då djuren isoleras på ena sidan av vägen och inte kan ta sig över. För att lösa detta problem har man på vissa platser byggt tunnlar eller broar, så kallade ekodukter, för att djuren ska kunna ta sig förbi vägen. Kvälls- och nattetid rekommenderas det även att man kör närmare mitten av vägen då det kan vara svårare att se ordentligt vad som finns i växtligheten vid sidan av vägen i mörkret.[källa behövs]

## Viltolyckor i världen

### Australien

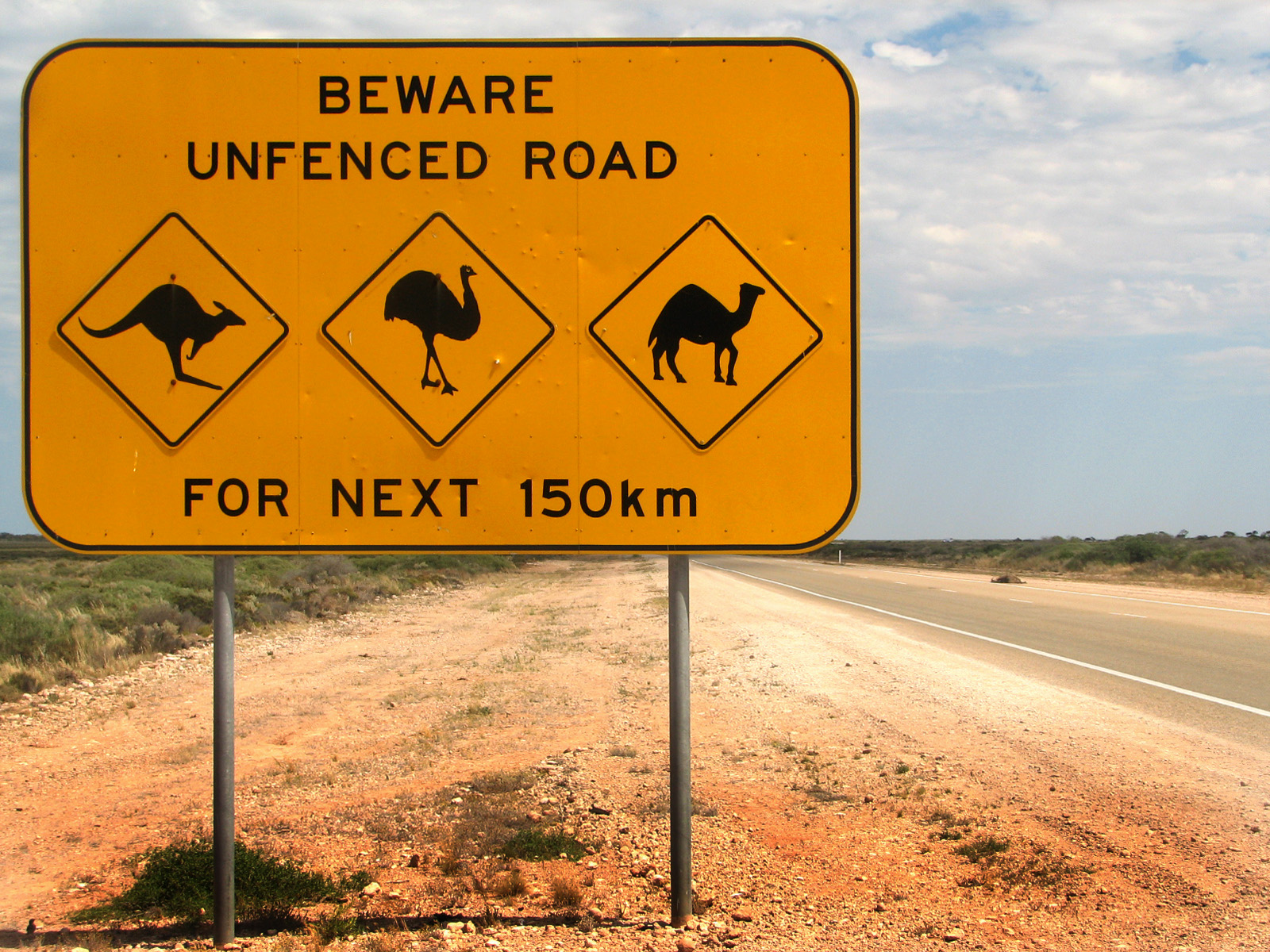
Austaliensisk trafikskylt som varnar för att det kan finnas djur på vägen. I bakgrunden till höger om skylten ligger en trafikdödad emu.

I Australien är kollisioner med kängurur vanligt förekommande.[källa behövs] Ett eget slangord för den extra stötfångare som på engelska annars kallas "bullbar" har till och med uppstått, "'roo bar".

### Sverige
I Sverige är rådjur det djur som är inblandat i överlägset flest rapporterade viltolyckor, följt av älg.

### USA
I USA sker ungefär 250 000 viltolyckor årligen. Man räknar dock med att uppemot en miljon ryggradsdjur körs över varje dag. Dock brukar kollisioner med mindre djur inte ses som viltolyckor. Omkring 200 personer dödas årligen i viltolyckor.